# Masno središče
Másno sredíšče je točka telesa, določena kot uteženo povprečje vseh točk telesa, pri čemer je utež sorazmerna masi točke. Z vpeljavo masnega središča lahko obravnavo togega telesa prevedemo na obravnavo točkastega telesa.
Matematično lahko radij-vektor do masnega središča r* N točkastih teles zapišemo z izrazom:
{\displaystyle \mathbf {r^{*}} ={\frac {\sum _{i=1}^{N}m_{i}\mathbf {r} _{i}}{\sum _{i=1}^{N}m_{i}}}.}
Pri tem je mi masa posameznega točkastega telesa, ri pa radij-vektor do njega.
Za zvezno porazdeljeno maso pa lahko zapišemo:
{\displaystyle \mathbf {r^{*}} ={\frac {\int \mathbf {r} \rho (\mathbf {r} )\,dV}{\int \rho (\mathbf {r} )\,dV}}.}
Pri tem je r radij-vektor do izbrane točke telesa, ρ(r) gostota na izbranem mestu, integracija pa teče po celotni prostornini telesa.
V homogenem težnostnem polju je masno središče obenem tudi težišče telesa.